# Rue Eugène-Varlin
La rue Eugène-Varlin est une voie du 10e arrondissement de Paris, en France.

## Situation et accès
La rue Eugène-Varlin est une voie publique située dans le 10e arrondissement de Paris. Elle débute au 145-151, quai de Valmy, au débouché du pont Maria Casarès, dans le prolongement des rues des Écluses-Saint-Martin, Juliette-Dodu et Saint-Maur et se termine au 196, rue du Faubourg-Saint-Martin après avoir croisé les rues Robert-Blache et Pierre-Dupont.

## Origine du nom

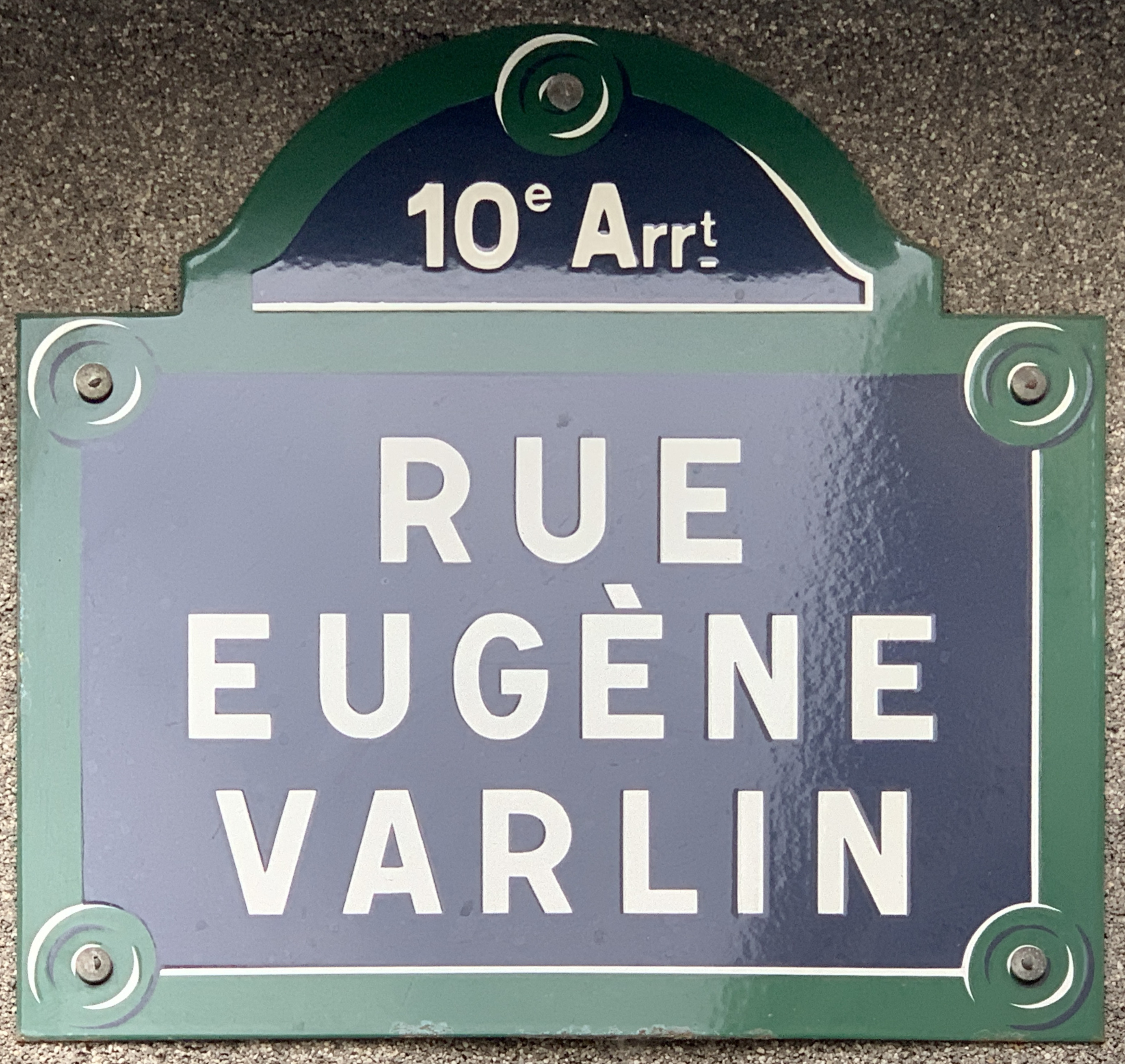
Plaque de la rue.

Elle porte le nom d'Eugène Varlin (1839-1871), ouvrier relieur, militant socialiste et communard.

## Historique
Cette voie qui est indiquée sur le plan de Jouvin de Rochefort de 1672, est une ancienne section d'une route qui reliait l'abbaye et le village de Saint-Denis à l'abbaye et le village de Saint-Maur-des-Fossés qui passait par l'est de l'actuel canal Saint-Martin, les rues des Écluses-Saint-Martin, Juliette-Dodu, Saint-Maur, Léon-Frot, des Boulets et de Picpus.
À partir de 1713, l'ensemble des plans de Paris la dénomme « rue Saint-Maur-Popincourt », puis plus simplement « rue Saint-Maur », avant de devenir en 1789 la « rue des Morts », puis de reprendre, après la Révolution, sa dénomination précédente. Après le percement du canal Saint-Martin, la voie a continué à porter le même nom sur les deux rives, « rue des Écluses-Saint-Martin ». Elle prend sa dénomination actuelle par arrêté du 28 octobre 1910.